# 奧伊特湖

53°2′40″N 8°59′49″E / 53.04444°N 8.99694°E
奧伊特湖（德語：Oyter See），是德國的湖泊，位於該國西北部，由下薩克森州負責管轄，處於韋爾登縣，長1公里、寬0.4公里，面積0.23平方公里，海拔高度5米，最大水深14米，湖岸線長度3公里。